# Psychotria micralabastra
Psychotria micralabastra är en måreväxtart som först beskrevs av Carl Karl Adolf Georg Lauterbach och Karl Moritz Schumann, och fick sitt nu gällande namn av Theodoric Valeton. Psychotria micralabastra ingår i släktet Psychotria och familjen måreväxter. Inga underarter finns listade i Catalogue of Life.